# Wilde Bergamotte
Die Wilde Bergamotte (Monarda fistulosa), meist Wilde Indianernessel oder Wilde Monarde genannt, ist eine Pflanzenart aus der Gattung Monarda in der Familie der Lippenblütler (Lamiaceae).

## Beschreibung
Die Wilde Bergamotte ist eine ausdauernde, krautige Pflanze mit einem Rhizom, die Wuchshöhen von 50 bis 120 Zentimeter erreicht. Die Pflanze duftet aromatisch. Die verzweigten, vierkantigen Stängel sind mehr oder weniger behaart bis kahl. 
Die gegenständigen, kurz gestielten, aromatischen Laubblätter sind einfach. Sie sind eiförmig, bis etwa 9 Zentimeter lang, spitz bis zugespitzt und der Blattrand ist feiner oder gröber gesägt. Die Basis ist abgerundet bis gestutzt oder leicht herzförmig. Die Blätter sind drüsig und leicht behaart bis kahl. Der rinnige Blattstiel ist bis 2 Zentimeter lang.
Im endständigen, scheinquirligen Blütenstand sitzen viele Blüten und einige Hochblätter. Die zwittrige und fast sitzende Blüte ist zygomorph mit doppelter Blütenhülle. Der röhrige, rippige, gezähnte Kelch ist 7 bis 10 Millimeter lang, außen drüsig und am Schlund dicht behaart. Die lilafarbene, rötliche oder weißliche Krone ist 20 bis 35 Millimeter lang und zweilippig. Die Krone ist teils drüsig, außen weichhaarig und an der Spitze mehr oder weniger dicht zottig. Es sind nur zwei vorstehende Staubblätter oben in der Kronröhre vorhanden. Der Fruchtknoten ist oberständig mit langem Griffel mit zweilappiger Narbe.
Die Blütezeit reicht von Juni bis September.
Die Chromosomenzahl beträgt 2n = 18.

## Ökologie
Die Bestäubung erfolgt meist durch Bienen.

## Vorkommen
Die Wilde Bergamotte kommt im warmen bis nördlichen Nordamerika in trockenen Gebüschen, auf Waldlichtungen, Prärien und feuchten Wiesen vor. Das Verbreitungsgebiet reicht von Kanada bis ins nordöstliche Mexiko.

## Systematik
Man kann sieben Varietäten unterscheiden:
- Monarda fistulosa var. brevis Fosberg & Artz: Sie kommt in den östlichen Vereinigten Staaten vor.[2]
- Monarda fistulosa var. fistulosa: Sie kommt von Kanada bis ins nordöstliche Mexiko vor.[2]
- Monarda fistulosa var. maheuxii B.Boivin: Sie kommt im östlichen Kanada vor.[2]
- Monarda fistulosa var. menthifolia (Graham) Fernald: Sie kommt vom westlichen Kanada bis in die westlichen und zentralen Vereinigten Staaten und dazu im nordöstlichen Mexiko vor.[2]
- Monarda fistulosa var. mollis (L.) L. (Syn.: Monarda mollis L.): Sie kommt von Kanada bis ins nordöstliche Mexiko vor.[2]
- Monarda fistulosa var. rubra A.Gray: Sie kommt in den nördlich-zentralen und in den östlichen Vereinigten Staaten vor.[2]
- Monarda fistulosa var. stipitatoglandulosa (Waterf.) ined. (Syn.: Monarda stipitatoglandulosa Waterf.): Sie kommt in Oklahoma vor.[2]

## Nutzung
Die Wilde Bergamotte wird als Zierpflanze in Rabatten und Staudenbeeten sowie als Schnittblume genutzt. Die Wildform ist nur selten, verschiedene Sorten sind zerstreut in Kultur. Sie ist seit spätestens 1635 in Kultur.
In Nordamerika wird diese Art als Heilpflanze und Gewürz verwendet. Aus frischen und getrockneten Blättern kann Tee zubereitet werden. Die Blätter und Blüten können roh oder gegart gegessen werden.